# Tháp lửa (phim 2012)
Tháp lửa (tiếng tiếng Hàn: 타워; Romaja: Tawo; "Tower") là một bộ phim giật gân thảm họa của Hàn Quốc năm 2012 kể về một đám cháy bùng phát trong một tòa nhà chọc trời sang trọng ở trung tâm Seoul vào đêm Giáng sinh. Bộ phim được chấp bút bởi đạo diễn Kim Ji-hoon, với sự tham gia của các diễn viên Sol Kyung-gu, Kim Sang-kyung và Son Ye-jin đảm nhiệm các vai chính. Bộ phim được phát hành tại các rạp vào ngày 25 tháng 12 năm 2012.

## Cốt truyện
Lee Dae-ho (Kim Sang-kyung) là một người cha và người quản lý của một toà nhà sang trọng 120 tầng, Tower Sky ở Yeouido, Seoul. Anh ấy là một nhân viên nghiêm túc được đồng nghiệp yêu mến, có một tình yêu thầm kín và thậm chí còn muốn bí mật kết hôn với Seo Yoon-hee (Son Ye-jin), một quản lý nhà hàng. Chủ sở hữu của khu phức hợp, ông Jo quyết định tổ chức bữa tiệc "Giáng sinh trắng" cho người thuê và khách VIP vào đêm Giáng sinh, với những chiếc trực thăng lượn vòng phía trên với ánh đèn khổng lồ gắn bên dưới, rắc tuyết lên bữa tiệc. Dae-ho đã hứa sẽ dành cả ngày tại một công viên giải trí với con gái Ha-na, nhưng phải hủy bỏ khi anh cần có mặt trong bữa tiệc. Tuy nhiên, tòa nhà có vòi phun nước bị lỗi do đường ống bị đóng băng, nhưng ông Cha, trưởng bộ phận an toàn của Tower Sky lại quan tâm đến bữa tiệc hơn bất kỳ lỗi kiến trúc nào có thể có trong tòa nhà, bất chấp cảnh báo từ những người chủ của ông về lỗi này. (Một ví dụ về cảnh báo của họ là khi đầu bếp Young-cheol (Jeon Bae-soo) vô tình để bếp lò quá lâu và gây ra hỏa hoạn nhỏ.) Young-cheo yêu một nhân viên tiếp tân trong tòa nhà tên là Min-jung, và thậm chí lẻn ra khỏi bếp trong khi làm nhiệm vụ để làm cho cô ấy một cây kem. Trong khi đó, Lee Seon-woo (Do Ji-han) là một lính cứu hỏa tân binh bước vào Trạm cứu hỏa Yeouido. Khi được chấp nhận, anh biết rằng lính cứu hỏa được nghỉ nhiều hơn so với việc đ chữa cháy thực tế. Trong một trò đùa để đánh lừa Seon-woo, các nhân viên cứu hỏa khác đã bấm chuông báo cháy cho đội để lắp ráp trong khi anh ta tắm, khiến anh ta xuất hiện trước mặt toàn bộ đội của anh ta, trần truồng, và cả niềm vui của chính anh khi họ đội mũ bảo hiểm cho anh lần đầu tiên.
Trong khi cả nhóm đang hoạt động rầm rộ, và trong khi Young-cheo cầu hôn hoa hồng cho Min-jung trong thang máy, những cơn gió khổng lồ khiến một trong những chiếc trực thăng mất kiểm soát và đèn gắn vào cây cầu thủy tinh nối giữa hai Tower Sky các tòa nhà và vào một bên của một trong những tòa nhà. Một trong những chiếc trực thăng khác sau đó đâm vào tòa nhà, khiến chiếc trực thăng bị rò rỉ nhiên liệu và tòa nhà bốc cháy. Những mảnh vỡ thủy tinh rơi xuống những người tham gia bữa tiệc bên dưới, bao gồm ông Yoon (Song Jae-ho) và người bạn của ông. Jung (Lee Joo-shil), trong khi một chiếc đèn lớn khác rơi xuống và đâm vào một chiếc xe buýt. Tại một thời điểm, trong khi sơ tán, một số người, bao gồm cả nhân viên bảo vệ, lên thang máy mặc dù có cảnh báo không sử dụng, vì nhân viên an ninh từ chối Yoon-hee và Ha-na bước vào ngay khi họ chuẩn bị lên tàu. Trong khi đi xuống, một vụ nổ xảy ra bên dưới thang máy, khiến nó dừng lại trên đường đi. Điều này theo nghĩa đen là chiên những người bên trong trong khi làm tan chảy giày của họ cho đến khi thang máy nổ tung, giết chết mọi người trong đó. Dae-ho di chuyển nhanh chóng để cứu Ha-na, Yoon-hee và các đồng nghiệp của mình. Cùng lúc đó, lính cứu hỏa Kang Young-ki (Sol Kyung-gu) và Seon-woo chiến đấu để đưa ngọn lửa dưới sự kiểm soát, giúp Dae-ho trong quá trình này. Họ cùng nhau chiến đấu để cứu mạng sống của mọi người. Trong khi Yoon-hee, Ha-na, Young-cheol, Ming-jung và những người khác trú ẩn trong nhà hàng Trung Quốc của tòa nhà, các nhân viên cứu hỏa quyết định chứa ngọn lửa ở nguồn gốc của nó, tầng 63, nơi chiếc trực thăng bị rơi. Mặc dù có chứa lửa ở tầng đó, nhưng nó lan rộng hơn trong tòa nhà. Cuối cùng, Young-ki hy sinh mạng sống của mình để cứu không chỉ Seon-woo, mà cho tất cả mọi người trong tương lai bằng cách kích nổ công tắc thủ công bên trong các bể chứa nước kể từ khi anh vô tình làm rơi công tắc điều khiển từ xa khi đang trên đường đi. Trong khi đó, Thị trưởng Seoul ra lệnh cho các nhân viên cứu hỏa kích nổ một quả bom để phá hủy tòa nhà nhằm ngăn chặn nó lật đổ lên tòa tháp đôi khác, điều này sẽ dẫn đến hiệu ứng tầng - thất bại về cấu trúc của Tower Sky và phá hủy phần của hòn đảo huyện Yeouido, gây thiệt hại khổng lồ và thương vong. Trước khi các khoản tín dụng, máy ảnh chỉ ra không trung về phía phần còn lại của Tháp trời khi bình minh bắt đầu vỡ vào ngày Giáng sinh, giờ chỉ còn lại một tòa nhà chọc trời 108 tầng, với quận Yeouido bị che khuất bên dưới bởi một đám mây bụi được tạo ra bởi những tàn tích sụp đổ của Tháp Riverview.

## Sản xuất
Đạo diễn Kim Ji-hoon (người trước đây đã hỗ trợ Khu vực 7 và 18 tháng 5) được lấy cảm hứng từ bộ phim Hollywood năm 1974 The Towering Inferno, và trải nghiệm cá nhân của ông khi nhìn thấy Tòa nhà 63 ở Seoul lần đầu tiên là một học sinh cấp hai và tưởng tượng nó sẽ như thế nào cảm thấy bị mắc kẹt bên trong.
Phi hành đoàn đã xây dựng 26 bộ khác nhau để tạo ra nhiều không gian khác nhau trong Tháp Sky giả tưởng 108 tầng như một nhà hàng Trung Quốc, thang máy và cầu vượt dành cho người đi bộ giữa hai khối. Đối với những cảnh liên quan đến nước trên tầng 80, các diễn viên Sol Kyung-gu và Kim Sang-kyung đã quay trong một thùng chứa nước đặt tại thành phố Goyang, tỉnh Gyeonggi mà không sử dụng diễn viên đóng thế.
Kim đã làm việc cho phần hậu kỳ của bộ phim trong hai năm. 1.700 lần cắt trong số 3.000 được dựa trên CGI và 500 lần cắt CG là toàn cảnh cắt 3 chiều. Để xác thực hơn, các cảnh quay hành động trực tiếp đã được kết hợp với CGI, chẳng hạn như quay một cảnh thu nhỏ ở Hoa Kỳ với một camera điều khiển chuyển động cho cảnh kết thúc.

## Doanh thu phòng vé
Khi phát hành rạp chiếu vào ngày 25 tháng 12 năm 2012, Tawo đã thu hút được 430.759 lượt tuyển sinh, doanh thu bán vé ngày mở cửa cao thứ hai trong lịch sử điện ảnh Hàn Quốc (sau The Thief ' 436.628). Nó đã bán được hai triệu vé trong tuần đầu tiên, 3,54 triệu vào tuần thứ hai, và 4,45 triệu vào tuần thứ ba. Vào ngày 22 tháng 1 năm 2013, nó đã trở thành bộ phim Hàn Quốc đầu tiên vào năm 2013 đạt mốc năm triệu.

## Quốc tế
Bộ phim đã được CJ Entertainment bán trước cho Entertainment One ở Anh, tráng lệ ở Đức, Benelux, Zylo cho các vùng lãnh thổ nói tiếng Pháp, Horizon International ở Thổ Nhĩ Kỳ, Rainbow Entertainment ở Singapore, Indonesia và Malaysia; và Nguồn Jonon ở Mông Cổ.

## Giải thưởng và đề cử
| Năm  | Giải thưởng                                | Hạng mục                                 | Tác phẩm đề cử      | Kết quả   |
| ---- | ------------------------------------------ | ---------------------------------------- | ------------------- | --------- |
| 2013 | Giải thưởng nghệ thuật Baeksang lần thứ 49 | Nam diễn viên mới xuất sắc nhất          | Do Ji-han           | Đề cử     |
| 2013 | Giải thưởng Lựa chọn của Mnet 20           | Ngôi sao đang bùng nổ của năm 20         | Do Ji-han           | Đề cử     |
| 2013 | Giải thưởng điện ảnh Buil lần thứ 22       | Quay phim tốt nhất                       | Kim Young-ho        | Đề cử     |
| 2013 | Giải thưởng Grand Bell lần thứ 50          | Giải thưởng kỹ thuật (hiệu ứng hình ảnh) | Ý tưởng kỹ thuật số | Đoạt giải |